# Zeche Königin Augusta
Die Zeche Königin Augusta in Essen-Dilldorf-Hamm ist ein ehemaliges Steinkohlenbergwerk. Das Bergwerk ist aus einer Konsolidation mehrerer Bergwerke entstanden.

## Bergwerksgeschichte
Im Jahr 1864 konsolidierten die Zeche Vereinigte Reher Dickebank & Erbstollen mit der Zeche Königin Louise. Die Zeche Königin Louise war ein ehemaliger Stollenbetrieb, der bereits vor dem Jahr 1831 in Betrieb war. Der Stollen der ehemaligen Zeche Reher Dickebank wurde als Förderstollen verwendet. Im selben Jahr begann man damit, zum Tiefbau überzugehen. Hierfür wurde zunächst begonnen. einen tonnlägigen Förderschacht bis ins Flöz Quettenbank, besser bekannt als Flöz Geitling, abzuteufen. Bei einer seigeren Teufe von 31 Metern (+50 m NN) erreichte der tonnlägige Schacht das Niveau der Stollensohle. Im Jahr 1865 wurde die 1. Sohle angesetzt. Im Jahr 1867 kam es bei einem Gewitter mit Wolkenbruch zu einem Grubenunglück. Aufgrund der großen Wassermassen soff die Grube ab und alle Untertage befindlichen Bergleute (vermutlich 15 Menschen) ertranken. Etwa um das Jahr 1870 wurde ein Längenfeld der Zeche Carl Traugott erworben. Im Jahr 1872 erfolgte der Abbau auf der 2. Sohle, diese Sohle lag bei einer seigeren Teufe von 109 Metern (−23 m NN). Am 1. September des Jahres 1873 konsolidierte die Zeche Königin Augusta mit weiteren Bergwerken zur Zeche Kaiserin Augusta.

## Förderung und Belegschaft
Die ersten bekannten Förder- und Belegschaftszahlen stammen aus dem Jahr 1867, damals wurde mit 15 Bergleuten eine Förderung von 135.379 Scheffel Steinkohle erbracht. Im Jahr 1868 wurde eine Förderung von 18.532 Tonnen Steinkohle erbracht, diese Förderung wurde von 58 Bergleuten erbracht. Im Jahr 1870 wurden mit 68 Bergleuten eine Förderung von 28.751 Tonnen Steinkohle erbracht. Die letzten bekannten Förder- und Belegschaftszahlen des Bergwerks stammen aus dem Jahr 1872, in diesem Jahr wurden mit 91 Bergleuten 28.814 Tonnen Steinkohle gefördert.

## Quelle
- Joachim Huske: Die Steinkohlenzechen im Ruhrrevier. Daten und Fakten von den Anfängen bis 2005 (= Veröffentlichungen aus dem Deutschen Bergbau-Museum Bochum 144). 3. überarbeitete und erweiterte Auflage. Selbstverlag des Deutschen Bergbau-Museums, Bochum 2006, ISBN 3-937203-24-9.